# Kim Thạch kỳ duyên
Kim Thạch kỳ duyên (Mối duyên kỳ lạ giữa họ Kim và họ Thạch) là vở tuồng của nhà thơ Việt Nam Bùi Hữu Nghĩa. Theo Từ điển bách khoa Việt Nam (Tập 1) thì vở tuồng này cùng với các vở của Đào Tấn, Nguyễn Hiển Dĩnh, đã đánh dấu sự chuyển biến của tuồng Việt Nam ở cuối thế kỷ 19 đầu thế kỷ 20.

## Giới thiệu
Kim Thạch kỳ duyên được sáng tác vào lúc Bùi Hữu Nghĩa đã từ chức, về ở Bình Thủy (Cần Thơ), và được in lần đầu vào năm 1895.
Vở tuồng gồm ba hồi, với vài chục nhân vật chính phụ, kể lại cuộc tình không hẹn mà nên giữa Trạng nguyên Kim Ngọc, văn võ song toàn và là con trai Tri phủ Bồ Châu, với nàng Thạch Vô Hà nết na xinh đẹp, con gái của một thầy lang nghèo.
Theo GS. Dương Quảng Hàm, thì tấn tuồng này mượn từ một cuốn truyện của Trung Quốc (việc xảy ra thuộc đời nhà Bắc Tống, 960-1126) để khuyên người ta nên giữ lòng tiết nghĩa và dạ thủy chung.

## Lược truyện
Theo Dương Quảng Hàm thì tuồng Kim Thạch kỳ duyên chia làm ba hồi, và có nội dung đại lược như sau:
- Hồi thứ nhất:

Kim Ngọc, con trai của Kim Ngạn Yên (người Hà Nam) đã đính hôn với Ái Châu, con gái Lâm Vượng, một nhà giàu ở gần Tô Châu (thuộc tỉnh Giang Tô).
Lợi Đồ, tri huyện Tô Châu, có một người vợ cả và một người vợ lẽ vốn hiềm khích nhau. Một hôm vợ cả đau, mời thầy thuốc Thạch Đạo Toàn đến chữa. Vợ lẽ thừa dịp bỏ chất độc vào thuốc cho vợ cả uống. Vợ cả chết, thầy Đạo Toàn bị bắt, con gái ông là Vô Hà phải bán mình làm thị tỳ cho Ái Châu để lấy tiền chuộc cha.
Ở vùng núi Đại Lư (thuộc Thiểm Tây và Hồ Nam) có viên tướng giặc là Tiêu Hóa Long. Khi Thiết Đình Quý vâng chỉ đến nhậm chức tri phủ Tây An (thuộc Thiểm Tây) đi qua đó, bị Hóa Long đón bắt. Đình Quý nhảy xuống sông chết, và dặn vợ là Giải thị đang có mang gượng sống để trả thù.
Sau khi thi đỡ Giải nguyên, Ngạn Yêm được bổ làm tri phủ Bồ Châu (thuộc Sơn Tây). Khi cùng con là Kim Ngọc qua vùng Đại Lư để đi nhậm chức, cũng bị Hóa Long đón bắt. Nhưng nhờ có Giải thị cầu xin, nên Ngạn Yêm không bị giết. Còn Kim Ngọc thì ngã xuống sông, trôi dạt vào bờ, rồi đến ở một ngôi chùa gần đấy, và chẳng may mắc bệnh hủi. Sau ba năm ở chùa, Kim Ngọc trở về nhờ người đến hỏi cưới Ái Châu. Nhưng Ái Châu thấy chàng có bệnh nên bội ước. Mẹ nàng bèn đem Vô Hà thay làm Ái Châu để gả cho Kim Ngọc. Còn Ái Châu sau đó lấy con quan huyện Lợi Đồ là Ái Lang.
- Hồi thứ nhì:

Nhờ cha Vô Hà cứu chữa, nên Kim Ngọc khỏi bệnh. Chàng lên kinh đô thi đỗ Trạng nguyên. Lư Khải Phong lúc giờ đang làm tể tướng trong triều, muốn gả con gái cho Kim Ngọc để thêm vi cánh hòng mưu sự thoán đoạt nhưng bị chàng từ chối.
Khi ấy Hóa Long đánh lấy được thành Tây An, giết chết quan tổng đốc Từ Tuấn Kiệt. Tể tướng Khải Phong định hại Kim Ngọc, bèn sai chàng đi đánh giặc ấy, một mặt lại đưa mật thư hứa giúp Hóa Long. Kim Ngọc cùng em vợ là Hữu Quang (em Vô Hà) đi đánh giặc. Hữu Quang bị giặc bắt. Nhưng khi Kim Ngọc ra trận thì Hóa Long bị thua, phải chạy về thành Tây An. Giải thị, Thuần Lương và Ngạn yêm bèn mưu với Hữu Quang cho Hóa Long uống rượu thật say, rồi giết chết y. Kim Ngọc dẫn quân vào thành Tây An, gặp lại cha mẹ. Sau đó, Giải thị đem đầu Hóa Long làm lễ tế chồng rồi lao mình xuống sông chết. Kim Ngọc kéo quân về kinh đô, vua nhà Tống thưởng công cho tất cả mọi người. Khải Phong vì can án phản quốc phải tội chết. Vì tội hà lạm, Lợi Đồ cùng với con là Ái Lang đều phải bị giam và bị tịch biên gia sản. Ái Châu (vợ Ái Lang) cũng bị bắt đem bán lấy tiền cho đủ số sung công.
- Hồi thứ ba:

Kim Ngọc được cử đi giữ thành Tây An. Vợ là Vô Hà nhân sinh con cần người hầu hạ. Bà đỡ đưa Ái Châu đến. Biết là người đính hôn với chồng mình năm xưa, Vô Hà định nhường ngôi vợ cả cho Ái Châu, nhưng Kim Ngọc không thuận. Ái Châu bèn tìm cách quyến rũ Kim Ngọc. Tức giận, chàng dò biết tội bội ước của Ái Châu, định làm án trảm. Nhờ Vô Hà xin, Ái Châu mới được tha. Sau Ái Châu vào ở thanh lâu.
Trong khi ấy, đàn em của tể tướng Lư Khải Phong, vì muốn báo thù cho anh, nên kéo quân đánh phá Đài Loan. Bấy giờ, Thành Trai (bạn cha Kim Ngọc) và Lý Thiệu Cơ (ân nhân của Thạch Hữu Quang) đang làm quan ở đấy. Hai ông này thấy thế nguy, bèn cấp báo cho nhà vua. Vua sai Kim Ngọc với Hữu Quang mang quân đi đánh. Đánh dẹp xong, cả hai đem quân về kinh đô. Khi đi qua một ngôi chùa, thấy có người thắt cổ tự tử, thì ra đó là Ái Châu. Về tới kinh đô, tất cả đều được vua Tống ban thưởng.

## Nhận xét
- Phạm Thế Ngũ:

Kim Thạch kỳ duyên là vở tuồng viết theo nhiều lối văn cho sân khấu: hát khách, hát tẩu mã, bạch, nói, hát dặm.... Lời văn thường pha trộn Hán Nôm, có những câu thuần là chữ Hán...Đại để đây là một câu chuyện lý tưởng đề cao trung hiếu, tiết nghĩa, rất được hoan nghênh ở thời ấy...
- Phạm Tú Châu:

...Tác giả chỉ mượn đề tài hoặc địa điểm nước ngoài để gửi gắm tâm sự, nỗi bất bình của ông đối với quân cướp nước (chỉ quân Pháp) và bọn quan trên đã vu cáo hãm hại ông suýt chết...
...Bằng nghệ thuật dẫn truyện và nghệ thuật sử dụng ngôn ngữ, tác giả từng bước đã làm cho hình tượng nhân vật sinh động hẳn lên. Tác giả biết vận dụng nhiều thể loại văn thơ, từ phú, thơ Đường, vè và thơ lục bát. Đặc biệt tác giả sử dụng thủ pháp đối rất tài tình, nhất là lối đối giả tá, khiến cho lời lẽ nhân vật tùy lúc tùy nơi mà nghiêm trang hoặc hài hước...Tuy nhiên, không phải lúc nào tác giả cũng thành công. Nhược điểm rõ nhất là nhân vật quá rườm, tình tiết thiếu cô động, đôi khi quá vụn vặt. Vở tuồng vì thế thích hợp để đọc hơn là để diễn, và người đọc cũng phải có trình độ chữ Hán nhất định thì mới thưởng thức nổi. Đó cũng là những thiếu sót tất yếu trên bước tiến ban đầu của thể loại kịch bản sân khấu ở Việt Nam .

## Thông tin thêm
- Khi làm lính đồn Vĩnh Thông (Châu Đốc), Thủ Khoa Nghĩa phải lòng cô Lưu Thị Chỉ, con gái thứ của xã trưởng Lưu Văn Dự. Ông định tục huyền, vì lúc này vợ ông là bà Nguyễn Thị Tồn đã mất tại Biên Hòa. Đôi bên đã làm lễ đính ước, chỉ còn chờ ngày cử hành hôn lễ. Bất ngờ, ông được lệnh phải đi xa, nên nhờ người chị là bà Hai Thừa ở nhà việc rước dâu. Không ngờ bên nhà gái đánh tráo cô dâu, đưa cô con gái lớn là Lưu Thị Ý (kém nhan sắc hơn) cho ông, để đem Lưu Thị Chỉ gả cho Đề Đinh. Thủ Khoa Nghĩa về biết được, định đem trả vợ song sự đã lỡ nên thôi. Sau đó, ông đổi tên cho vợ là Hoán (nghĩa là đổi). Về sau, Thủ Khoa Nghĩa viết tuồng Kim Thạch kỳ duyên, một phần là có ý trách móc người đã bội ước [5].
- Danh sĩ Huỳnh Mẫn Đạt, tác giả bài thơ Điếu Nguyễn Trung Trực nổi tiếng, là bạn tâm giao của Bùi Hữu Nghĩa. Theo PGS. TS. Lê Trí Dũng thì chính ông Đạt đã góp phần giúp bạn hoàn thành vở tuồng Kim Thạch kỳ duyên [6].

## Sách tham khảo
- Dương Quảng Hàm, Việt Nam thi văn hợp tuyển (mục "Kim thạch kỳ duyên"). Trung tâm học liệu xuất bản. Bản in lần thứ 9, Sài Gòn, 1968.
- Phạm Tú Châu, mục từ "Kim Thạch kỳ duyên" trong Từ điển văn học (bộ mới). Nhà xuất bản Thế giới, 2004.
- Phạm Thế Ngũ, Việt Nam văn học sử giản ước tân biên (Quyển Trung), Quốc học tùng thư, Sài Gòn, không ghi năm xuất bản.